# Carl Reichert
Pour les articles homonymes, voir Reichert.
Carl Reichert ou Karl Reichert, né le 27 août 1836 à Vienne et mort le 5 avril 1918 à Graz, est un lithographe et un peintre paysagiste et animalier autrichien.

## Biographie
Il naît à Vienne en 1836. Il est le fils du peintre animalier, portraitiste et lithographe Heinrich Reichert.
Il étudie à l'académie de dessin de Graz, avant de poursuivre ses études à l'académie des beaux-arts de Munich puis de séjourner à Rome. A son retour en Autriche, il peint des paysages, des scènes urbaines et des animaux, se spécialisant plus particulièrement dans la réalisation de portraits de chiens et de chats. En 1874, il devient membre de l'union des artistes de Vienne et expose au Vienna Künstlerhaus. Au cours de sa carrière, il utilise le pseudonyme de J. Hartung.
Il décède à Graz en 1918.
Ces œuvres sont notamment visibles au sein de la Neue Galerie Graz (de) et dans de nombreuses collections privées.

## Galerie

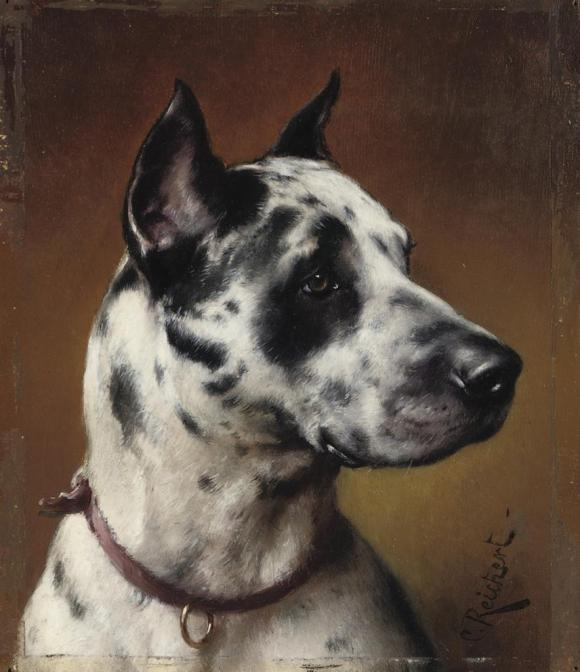
Portrait de chien (sans date)
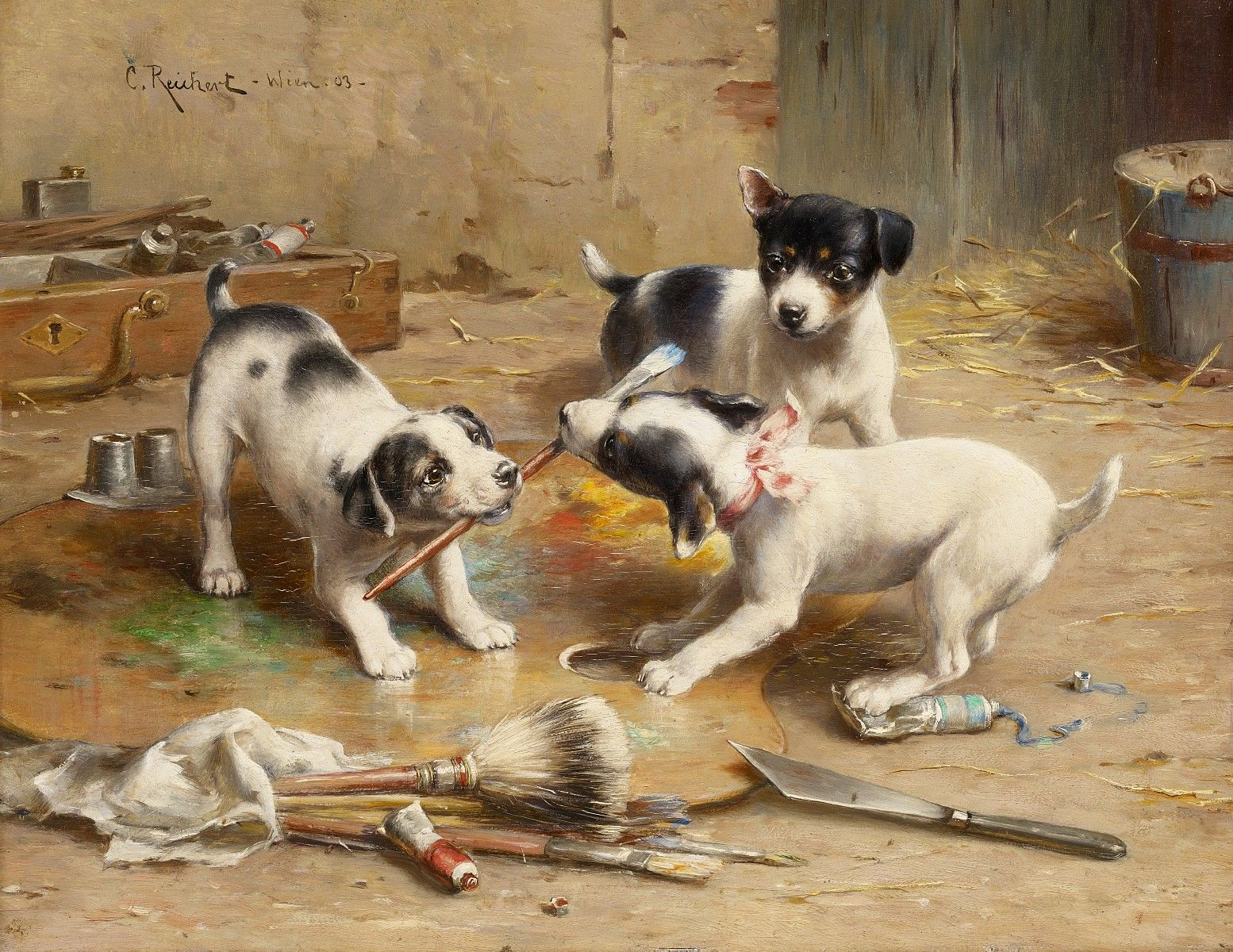
Le conflit du peintre (1903)
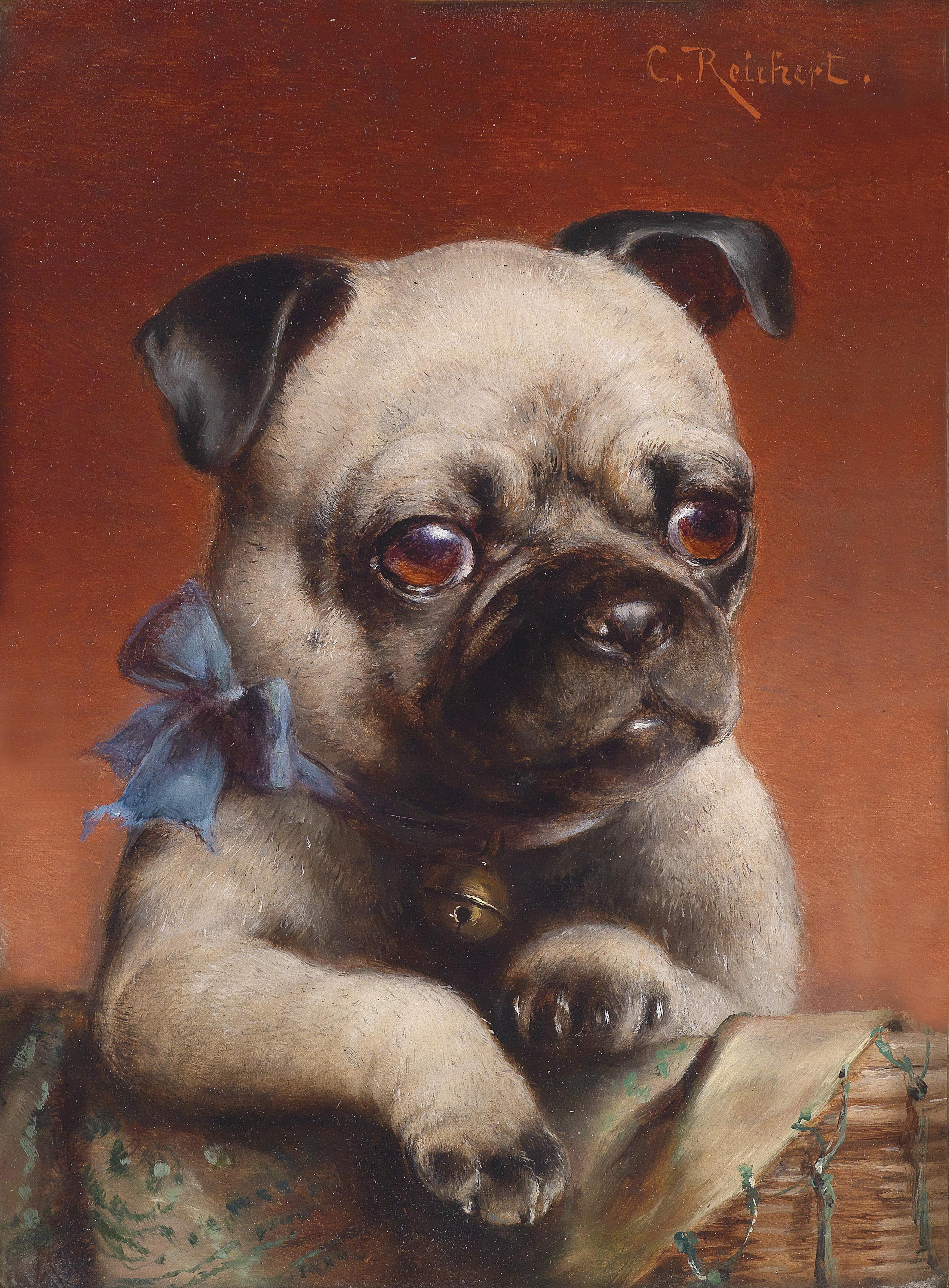
Jeune carlin (sans date)
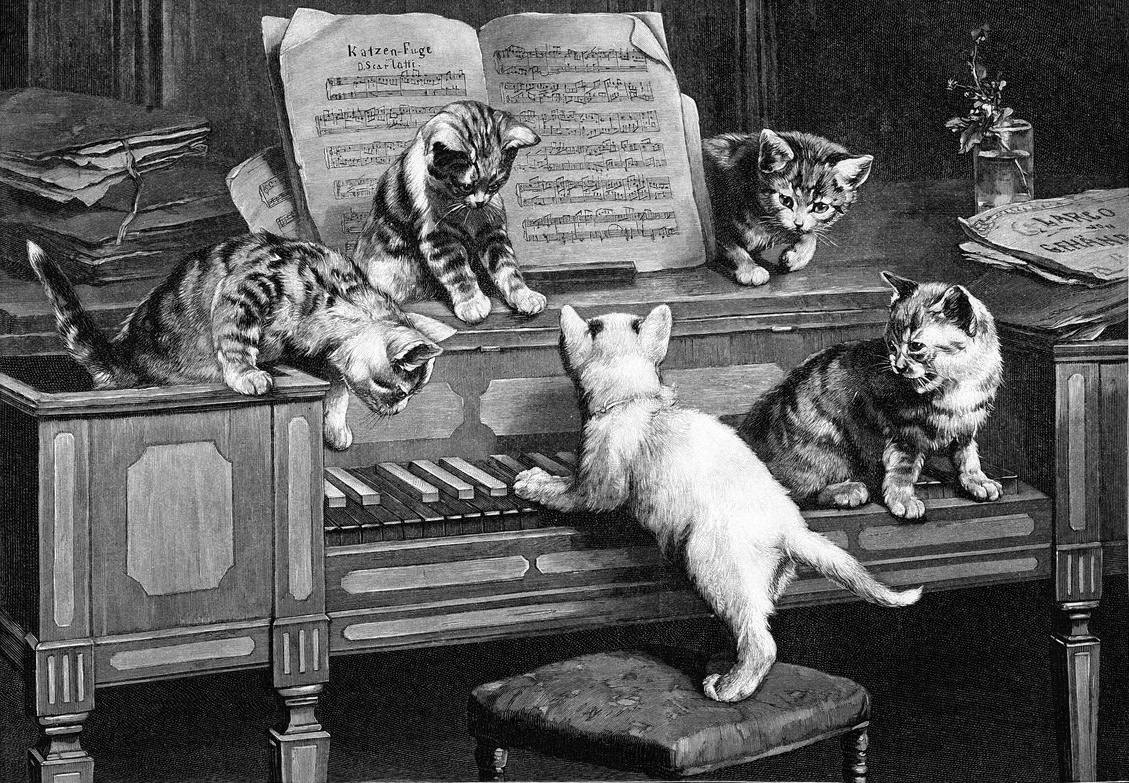
Katzenfuge (1870)
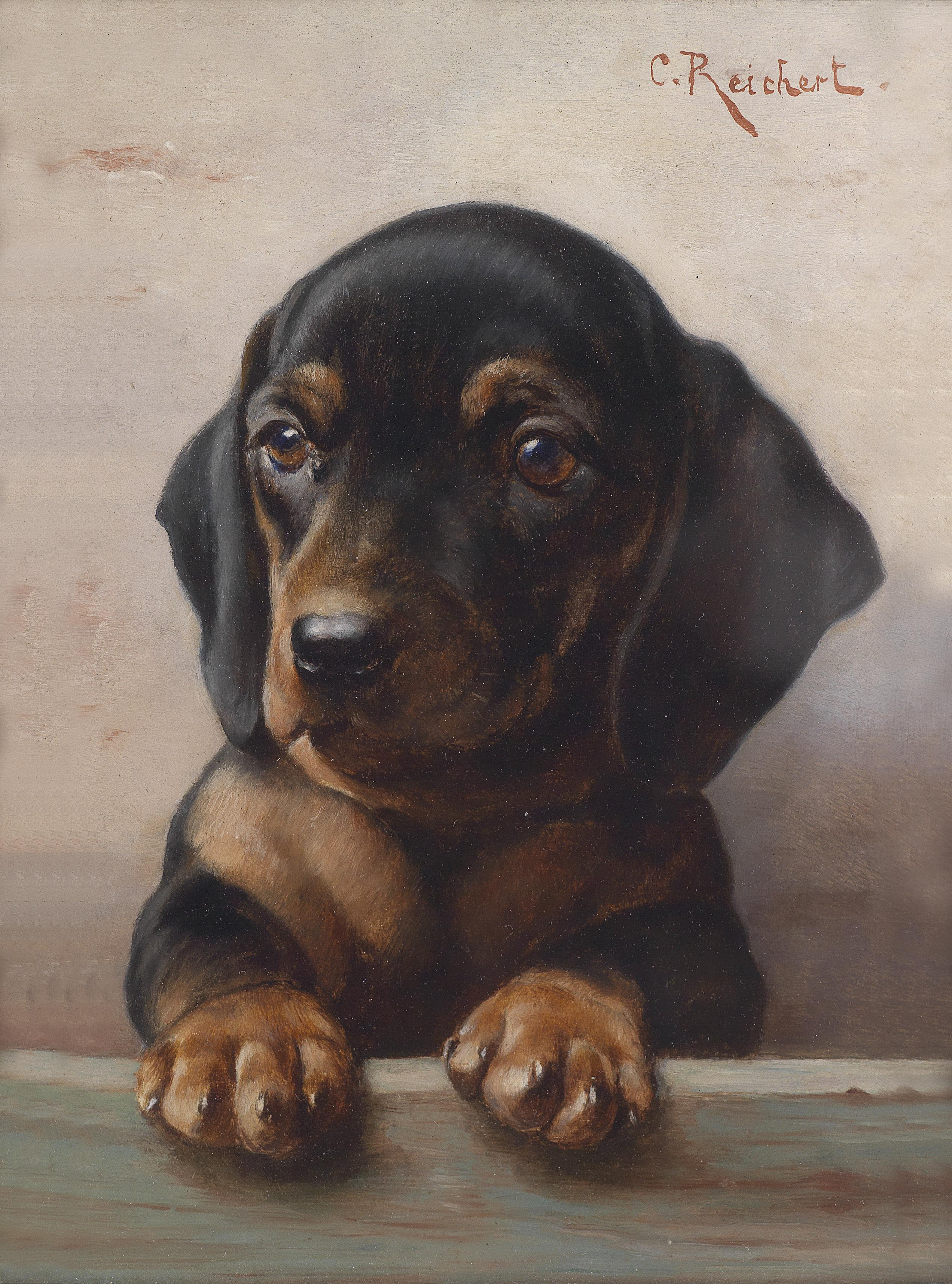
Jeune teckel (sans date)
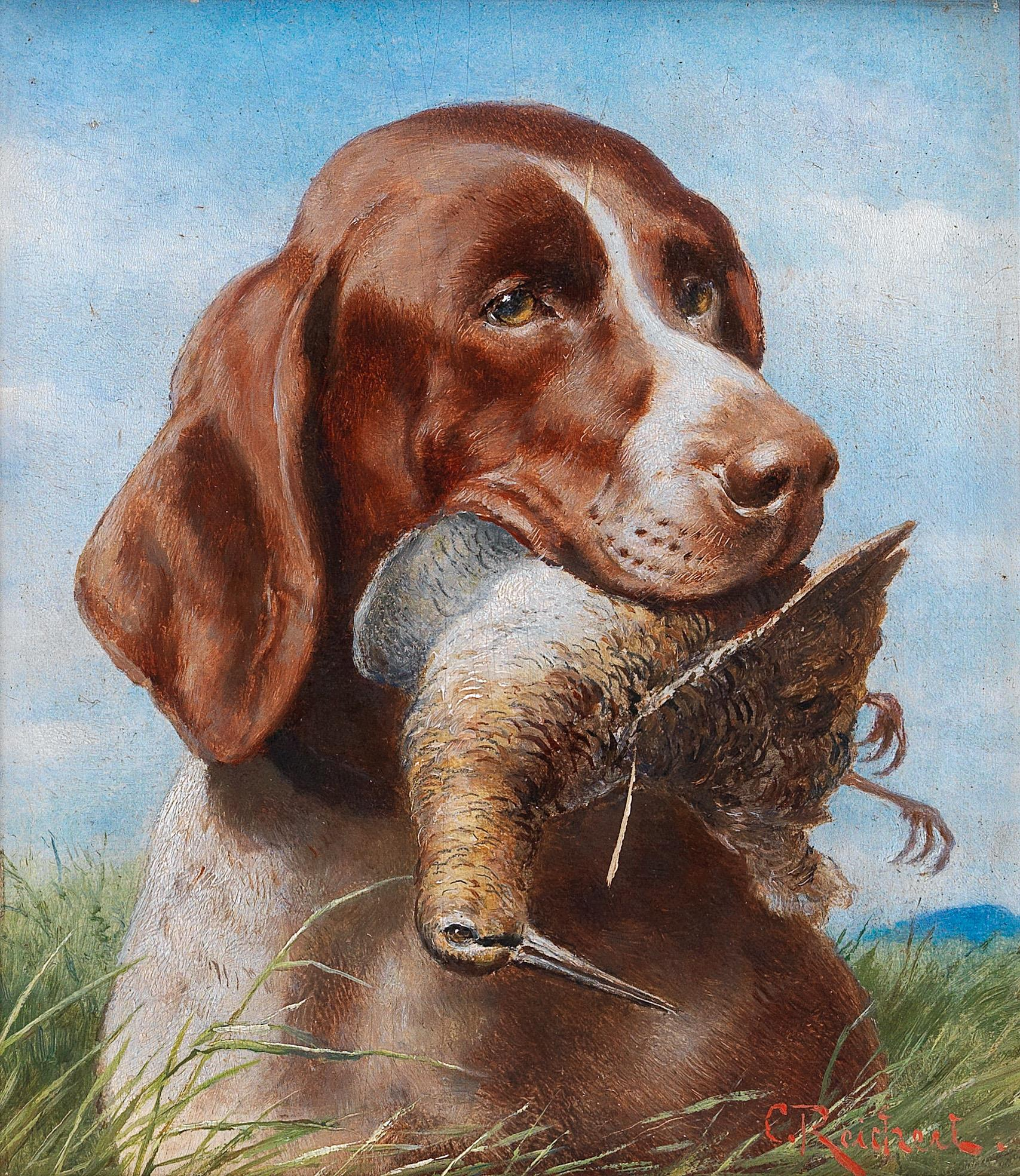
Chien de chasse portant une bécassine (sans date)
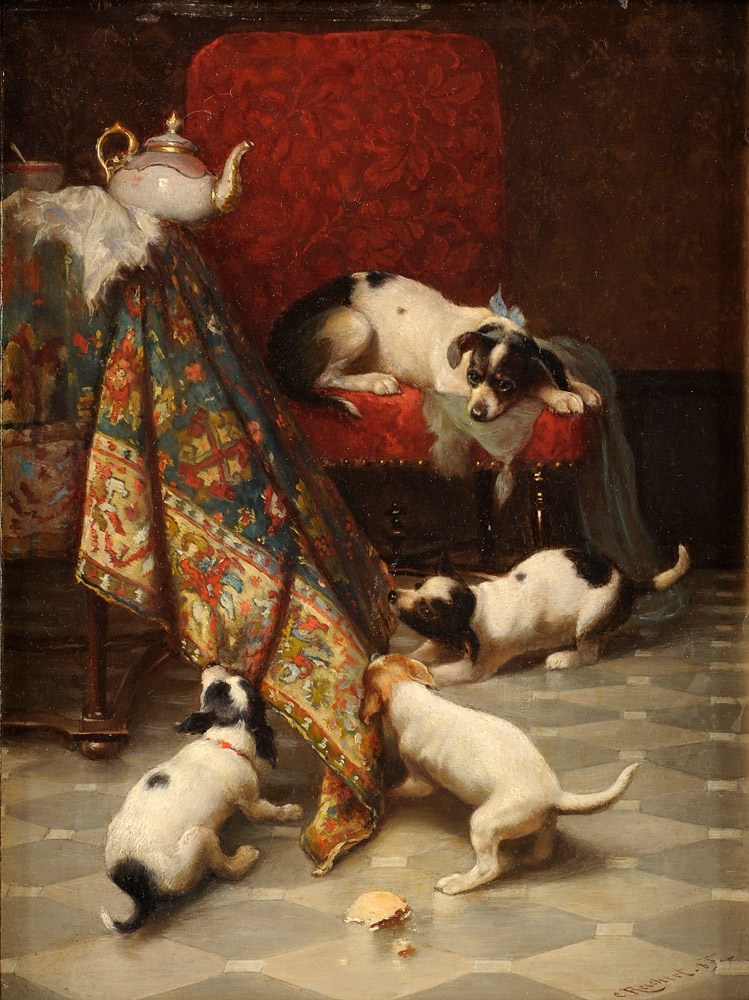
La fierté de la mère (Mutters ganzer Stolz) (1883)
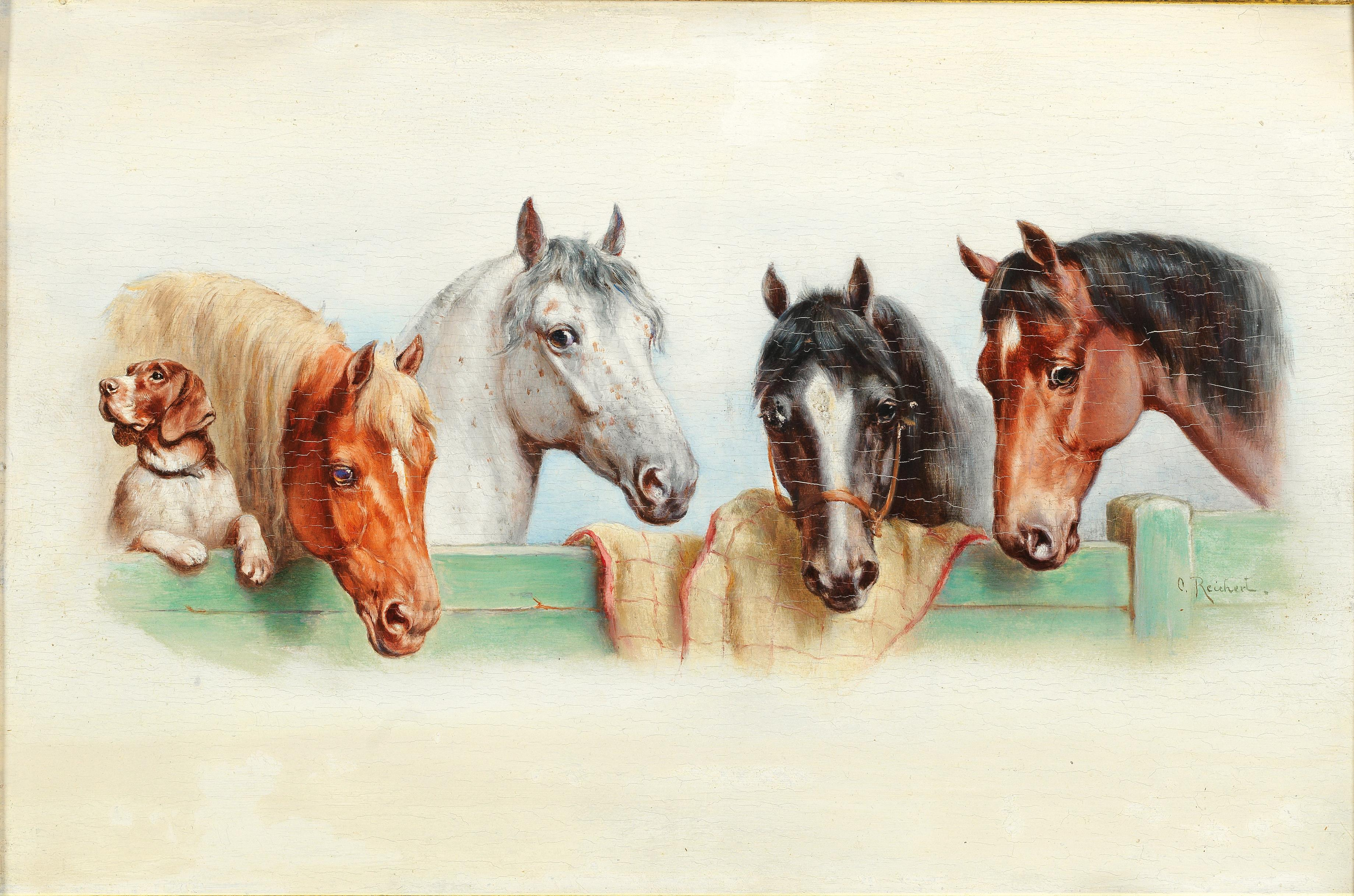
Un chien et quatre chevaux (sans date)
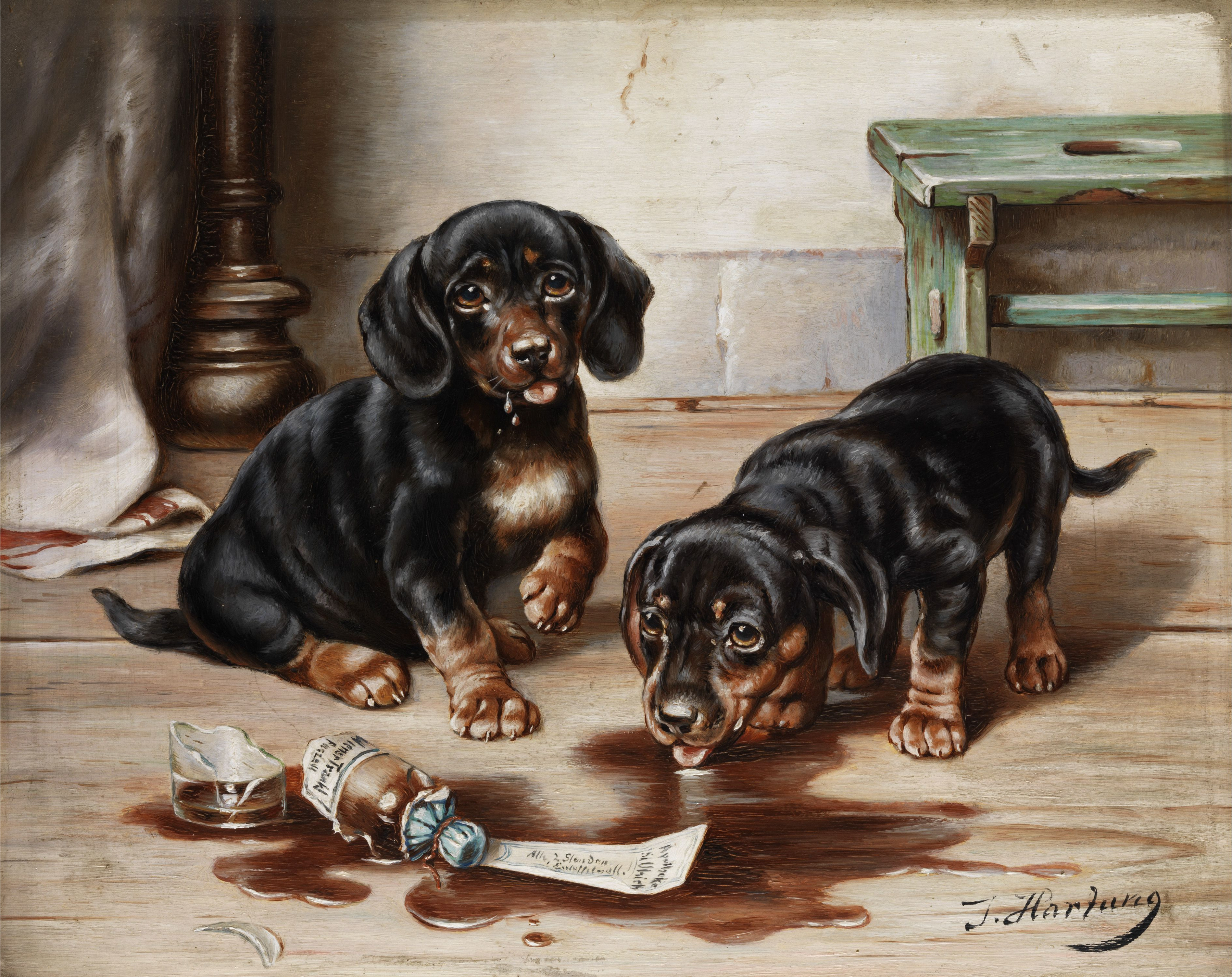
Deux teckels (sans date)
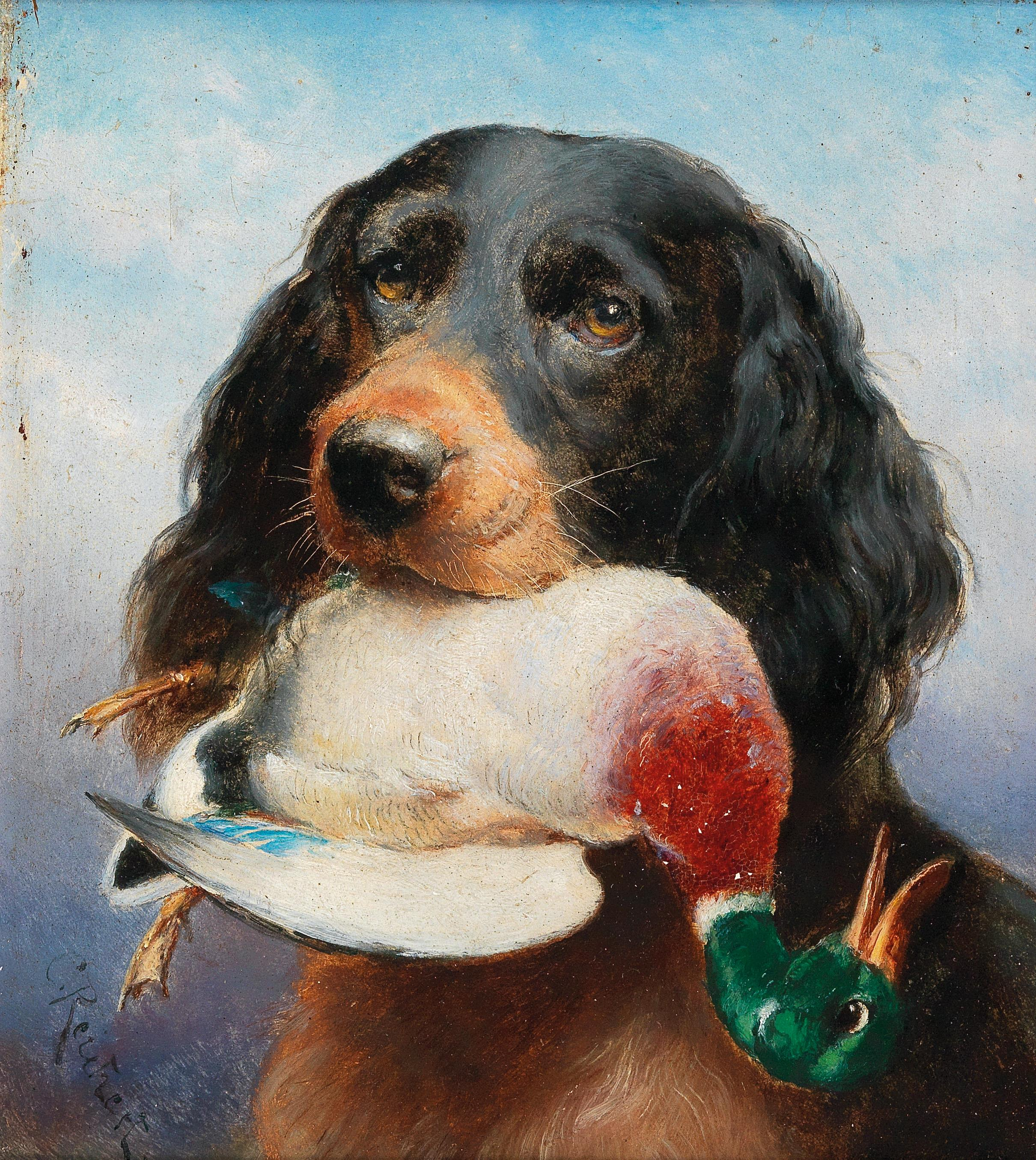
Setter Gordon portant un canard Colvert (sans date)
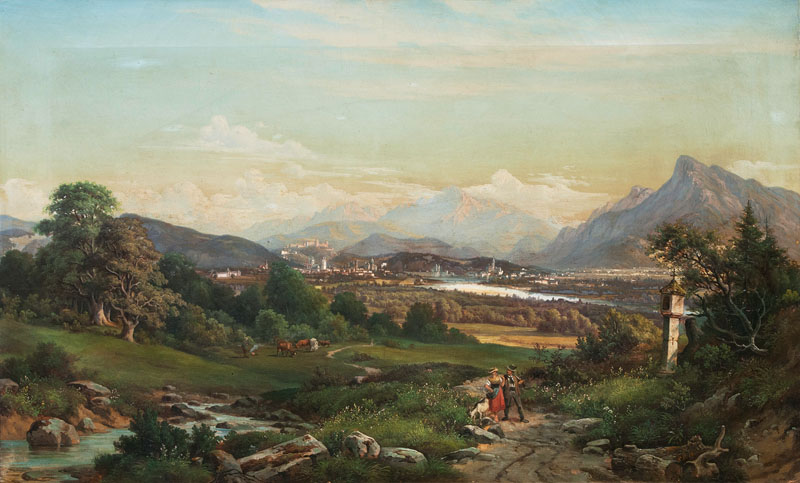
Vue de Salzbourg (1866)